# Bazoches-les-Hautes
Bazoches-les-Hautes – miejscowość i gmina we Francji, w Regionie Centralnym, w departamencie Eure-et-Loir.
Według danych na rok 1990 gminę zamieszkiwało 300 osób, a gęstość zaludnienia wynosiła 18 osób/km² (wśród 1842 gmin Regionu Centralnego Bazoches-les-Hautes plasuje się na 841. miejscu pod względem liczby ludności, natomiast pod względem powierzchni na miejscu 804.).